# José Luis Exeni
José Luis Exeni Rodríguez (La Paz, Bolivia) es un comunicólogo, politólogo, escritor y periodista boliviano, antiguo presidente de la Corte Nacional Electoral de su país.

## Biografía
Nieto de un inmigrante oriundo de la localidad siria de Zeidal, fue miembro del Consejo de Expertos Electorales de Latinoamérica y de la Red de Estudios sobre la Calidad de la Democracia en América Latina. Fue también investigador principal del Informe Nacional sobre Desarrollo Humano (PNUD) y ha realizado diferentes estudios relacionados con la democracia en instituciones nacionales y organismos internacionales. 
Es investigador posdoctoral del núcleo de Estudios sobre Democracia, Ciudadanía y Derecho (DECIDe) del Centro de Estudios Sociales (CES) de la Universidad de Coímbra (Portugal) y es columnista de varios diarios de Bolivia. Sus investigaciones son en su mayoría respecto al constitucionalismo, a la democracia y al autogobierno indígena.
Actualmente es Vicepresidente del Tribunal Supremo Electoral del Estado Plurinacional de Bolivia.  

## Obras
- Exeni, José Luis (1998). Políticas de comunicación. Retos y señales para no renunciar a la utopís. La Paz: Plural Editores y FES.
- Exeni, José Luis (2001). Comunicación para una cultura de paz. San José: UNESCO-Radio Nederland (Vox Civis).
- Exeni, José Luis (2004). Cultura política y democracia en Bolivia. Segundo Estudio Nacional. La Paz: Corte Nacional Electoral.
- Exeni, José Luis (2005). MediaMorfosis. Comunicación política y gobernabilidad en democracia. La Paz: Plural Editores.
- Exeni, José Luis (2007). Comunicación sin centro. La Paz: Secretaría Nacional de Participación Popular.
- Exeni, José Luis (2010). Mediocracia de alta intensidad. Medios de comunicación y democracia en contextos de cambio. La Paz: IDEA Internacional.
- Exeni, José Luis; Santos de Sousa, Boaventura (2012). Justicia indígena, plurinacionalidad e interculturalidad en Bolivia. Quito: Fundación Rosa Luxemburg y Abya-Yala.
- Exeni, José Luis (2012). Comicios mediáticos. Los medios en las Elecciones Generales 2009 en Bolivia. La Paz: IDEA Internacional.
- Exeni, José Luis; Salazar, Alejandro (2013). El proceso de cambio según Al-azar. La Paz: Hivos.
- Exeni, José Luis (2015). La larga marcha. El proceso de autonomías indígenas en Bolivia. La Paz: Fundación Rosa Luxemburg y Proyecto ALICE.
- Exeni, José Luis (coordinador) (2016): Comicios mediáticos II. Medios de difusión en las Elecciones Generales 2014 en Bolivia. La Paz, IDEA Internacional.
- Exeni, José Luis (2016): Democracia (im)Pactada en Bolivia. La Paz: Plural Editores, CLACSO e IDEA Internacional.